# 이누키 에이지
이누키 에이지(일본어: 犬木 栄治, 1971년 6월 29일 ~ )는 도쿄도 오타구 출생의 일본 만화가이다.

## 경력
- 1991년, 〈마이티 죠〉라는 작품으로 제21회 후지코 후지오 상 수상. 그 해에서 그 작품으로 데뷔, 그 후, 아오키케이의 도움을 경험받음. 잡지에 떠오르는 것으로 반복하는 작품을 어느 정도로 집필.
- 1995년, 별단코로코로코믹에서 〈바트멘키즈 SHOT!!〉을 연재.(정확한 것은 읽고서 얻음.)
- 1996년, 월간코로코로코믹에서 〈비밀경찰 홈즈〉를 연재개시. 최초의 코믹스간행작품이 됨.
- 2004년, B-레젠드 배틀 비다맨(한국제목:구슬대전 배틀 비드맨)이 TV도쿄에서 방영됨. 최초의 애니메이션작품.

## 작풍
- 초기에는 히어로물을 주로 집필. 현재에는 완구 수준의 형태 작품이 많다.
- 〈비밀경찰 홈즈〉의 중기까지에는 날카로운 터치로 탐정물 같은 장르의 문제도 있기에 묘사가 리얼하였다. 그러나 서서히 연화되어 최근에는 쇼타콘팬에겐 기대가 많다.

## 주된 작품
- 바트멘키즈 SHOT!!
- 비밀경찰 홈즈 (원작/다치가미 아츠시)
- 빅쿠리맨 2000(한제:부메랑 파이터) (스토리원안/빅쿠리맨 프로젝트)
- B레젠드 배틀 비다맨
- 키봇츠야망의 문장

## 사부
- 아오키케이
- 호시사토 모치루